# Pierre Huyghe

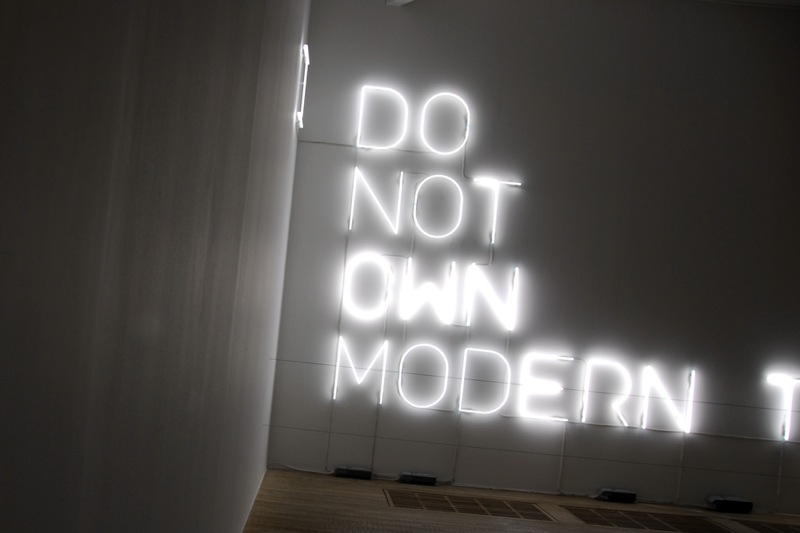
Verk av Huyghe

Pierre Huyghe, född 11 september 1962 i Paris, är en fransk konstnär, som huvudsakligen arbetar med film och video
Pierre Huyghe utbildade sig mellan 1982 och 1985 på École supérieure des arts décoratifs i Paris.Han var därefter medgrundare till kollektivet Les frères Ripoulin.
Han representerade Frankrike på Konstbiennalen i Venedig 2001 och vann Hugo Boss-priset 2002.
År 2019 deltog han i grupputställningen Animalisk på Bildmuseet, Umeå Universitet.